# 35ste uitreiking van de Premios Goya
De 35ste uitreiking van de Premios Goya vond plaats in Málaga op 6 maart 2021. De ceremonie werd uitgezonden op TVE en gepresenteerd door Antonio Banderas en María Casado.

## Winnaars en genomineerden
| Beste film | Beste regisseur |
| --- | --- |
| - Las niñas - Adú - Ane - La boda de Rosa - Sentimental | - Salvador Calvo — Adú - Juanma Bajo Uloa — Baby - Icíar Bollaín — La boda de Rosa - Isabel Coixet — It Snows in Benidorm |
| Beste acteur | Beste actrice |
| - Mario Casas — No matarás - Javier Cámara — Sentimental - Ernesto Alterio — Un mundo normal - David Verdaguer — Uno para todos | - Patricia López Arnaiz — Ane - Amaia Aberasturi — Akelarre - Kiti Mánver — El inconveniente - Candela Peña — La boda de Rosa |
| Beste mannelijke bijrol | Beste vrouwelijke bijrol |
| - Alberto San Juan — Sentimental - Álvaro Cervantes — Adú - Sergi López i Ayats — La boda de Rosa - Juan Diego Botto — Los europeos | - Nathalie Poza — La boda de Rosa - Juana Acosta — El inconveniente - Verónica Echegui — Explota Explota - Natalia de Molina — Las niñas                                                                                                |
| Beste debuterend acteur | Beste debuterend actrice |
| - Adam Nourou — Adú - Chema del Barco — El plan - Jannick — Historias lamentables - Fernando Valdivieso — No matarás | - Jone Laspiur — Ane - Paula Usero — La boda de Rosa - Milena Smit — No matarás - Griselda Siciliani — Sentimental |
| Beste origineel scenario | Beste bewerkt scenario |
| - Pilar Palomero — Las niñas - Alejandro Hernández — Adú - Claro García, Javier Fesser — Historias lamentables - Alicia Luna, Icíar Bollaín — La boda de Rosa | - David Pérez Sañudo, Marina Parés Pulido — Ane - Bernardo Sánchez, Marta Libertad Castillo — Los europeos - David Galán Galindo, Fernando Navarro — Orígenes secretos - Cesc Gay — Sentimental                                         |
| Beste Ibero-Amerikaanse film | Beste Europese film |
| - El olvido que seremos — Colombia - El agente topo — Chili - La Llorona — Guatemala - Ya no estoy aquí — Mexico | - The Father — Florian Zeller - Corpus Christi — Jan Komasa - J'accuse — Roman Polański - Falling — Viggo Mortensen |
| Beste debuterend regisseur | Beste animatiefilm |
| - Pilar Palomero — Las niñas - David Pérez Sañudo — Ane - Bernabé Rico — El inconveniente - Nuria Giménez Lorang — My Mexican Bretzel | - La gallina Turuleca |
| Beste camerawerk | Beste montage |
| - Daniela Cajías — Las niñas - Sergi Vilanova — Adú - Javier Agirre — Akelarre - Ángel Amorós — Black Beach | - Sergio Jiménez — El año del descubrimiento - Jaime Colis — Adú - Fernando Franco, Miguel Doblado — Black Beach - Sofi Escudé — Las niñas                                                                                              |
| Beste artdirector | Beste productiemanager |
| - Mikel Serrano — Akelarre - César Macarrón — Adú - Montse Sanz — Black Beach - Mónica Bernuy — Las niñas | - Ana Parra, Luis Fernández Lago — Adú - Guadalupe Balaguer Trelles — Akelarre - Carmen Martínez Muñoz — Black Beach - Toni Novella — It Snows in Benidorm                                                                              |
| Beste geluid | Beste speciale effecten |
| - Eduardo Esquide, Jamaica Ruíz García, Juan Ferro, Nicolas de Poulpiquet — Adú - Urko Garai, Josefina Rodriguez, Frédéric Hamelin, Leandro de Loredo — Akelarre - Coque Lahera, Nacho Royo-Villanova, Sergio Testón — Black Beach - Mar González, Francesco Lucarelli, Nacho Royo-Villanova — El plan | - Mariano García Marty, Ana Rubio — Akelarre - Raúl Romanillos, Jean-Louis Billiard — Black Beach - Raúl Romanillos, Míriam Piquer — Historias lamentables - Lluis Rivera Jove, Helmuth Barnert — Orígenes secretos                     |
| Beste kostuums | Beste grime en haarstijl |
| - Nerea Torrijos — Akelarre - Cristina Rodríguez — Explota Explota - Arantxa Ezquerro — Las niñas - Lena Mossum — Los europeos | - Beata Wotjowicz, Ricardo Molina — Akelarre - Elena Cuevas, Mara Collazo, Sergio López — Adú - Milu Cabrer, Benjamín Pérez — Explota Explota - Paula Cruz, Jesús Guerra, Nacho Díaz — Orígenes secretos                                |
| Beste filmmuziek | Beste origineel nummer |
| - Aránzazu Calleja, Maite Arroitajauregi — Akelarre - Roque Baños — Adú - Bingen Mendizábal, Koldo Uriarte — Baby - Federico Jusid — El verano que vivimos | - María Rozalén — La boda de Rosa ("Que no, que no") - Cherif Badua, Roque Baños — Adú ("Sababoo") - Alejandro Sanz, Alfonso Pérez Arias — El verano que vivimos ("El verano que vivimos") - Carlos Naya — Las niñas ("Lunas de papel") |
| Beste korte film | Beste korte animatiefilm |
| - A la cara - 16 de decembro - Beef - Gastos incluidos - Lo efímero | - Blue & Malone: Casos imposibles - Homeless Home - Metamorphosis - Vuela |
| Beste documentaire | Beste korte documentaire |
| - El año del descubrimiento - Anatomía de un dandy - Cartas mojadas - My Mexican Bretzel | - Biografía del cadáver de una mujer - Paraíso en llamas - Paraíso - Solo son peces |
| Ere-Goya | |
| Ángela Molina | |

## Prijzen per film
| Film                      | Nominaties | Prijzen |
| ------------------------- | ---------- | ------- |
| Adú                       | 13         | 4       |
| Las niñas                 | 9          | 4       |
| Akelarre                  | 9          | 5       |
| La boda de Rosa           | 8          | 2       |
| Black Beach               | 6          | 0       |
| Ane                       | 5          | 3       |
| Sentimental               | 5          | 1       |
| Historias lamentables     | 3          | 0       |
| El inconveniente          | 3          | 0       |
| Explota Explota           | 3          | 0       |
| Los europeos              | 3          | 0       |
| No matarás                | 3          | 1       |
| Orígenes secretos         | 3          | 0       |
| Baby                      | 2          | 0       |
| El año del descubrimiento | 2          | 2       |
| El plan                   | 2          | 0       |
| El verano que vivimos     | 2          | 0       |
| My Mexican Bretzel        | 2          | 0       |
| It Snows in Benidorm      | 2          | 0       |